# Eros Riccio
Eros Riccio (né le 1er décembre 1977 à Lucques, en Toscane) est un joueur d'échecs italien. 
Il est grand maître international d'échecs par correspondance, titre décerné par l'ICCF, vice-champion d'Europe, médaillé de bronze aux olympiades avec l'équipe nationale italienne, et champion du monde d'échecs par correspondance FICGS. Il est aussi champion d'échecs avancés et l'auteur d'un livre personnel d'ouvertures d'échecs, qui s’appelle Sikanda.

## Carrière aux échecs

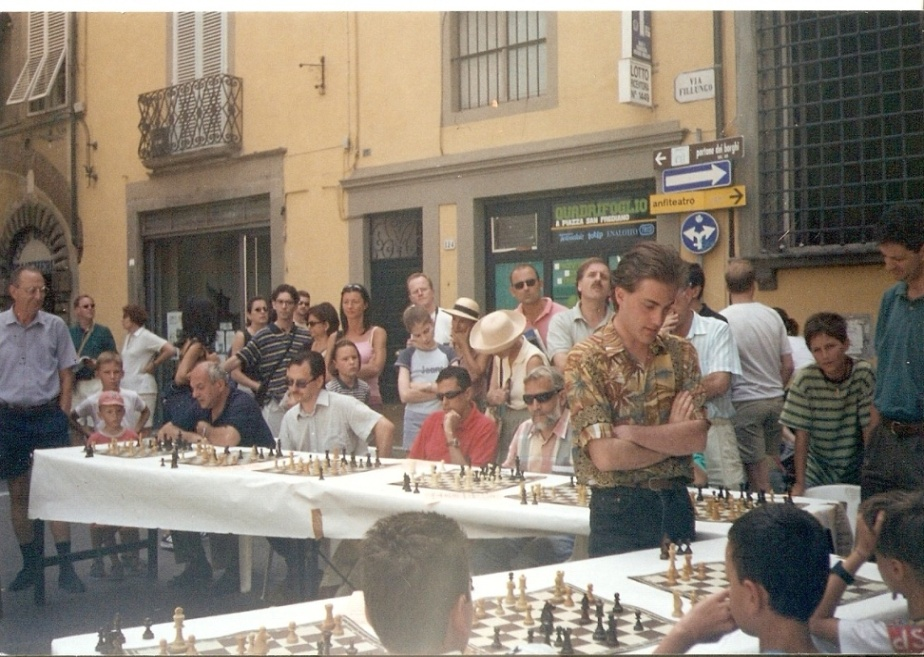
Riccio lors d'une partie simultanée en 2000.

Riccio a remporté un Championnat italien d'échecs par courriel et trois Championnats italiens d'échecs par correspondance. 
Comme premier échiquier de l'équipe nationale italienne, il a participé à de nombreux tournois ICCF, en particulier au 7e Championnat d'Europe, remportant une médaille d'argent, et à la 17e Olympiade, avec la médaille de bronze. Avec l’équipe nationale italienne, Riccio remporte également une deuxième médaille d’argent en finale du 8e Championnat d’Europe et une de bronze en finale du 9e Championnat d’Europe.
Mais il se distingue en particulier dans les tournois d'échecs avancés. Après la victoire dans le 8e PAL/CSS Freestyle Tournament , Riccio a remporté, entre 2008 et 2014, tous les tournois mondiaux de cette spécialité auxquels il a participé (Computer Bild Spiele Schach Turnier, Welcome Freestyle Tournament, Christmas Freestyle Tournament, l° IC Freestyle Masters, 1° Infinity Freestyle Tournament, etc.), devenant le numéro un mondial d'Advanced Chess. En effet, sur la base des résultats obtenus dans les tournois d'advanced chess, a été développé par Infinity Chess un Classement Elo pour les joueurs dits centaures (centaure = joueur + ordinateur), qui voit en première place Eros Riccio (sous le pseudo Sephiroth) avec 2 755 points Elo. 
En 2009, Riccio parvient à battre le cluster de l'équipe Rybka "Rechenschieber" , composé de 55 ordinateurs à haute vitesse qui fonctionnent comme un seul puissant ordinateur, et bat aussi "Highendman" , le seul à avoir battu le cluster Rybka avant lui.
Avec FICGS, il a remporté la première et la troisième Chess Freestyle Cup et, surtout, 14 championnats du monde consécutifs.
En 2021/3, il a un classement Elo ICCF de 2 640 points et il est le premier au classement italien et le 4e au classement mondial.